# IC 4562
IC 4562 ist eine elliptische Galaxie vom Hubble-Typ E0 im Sternbild Bärenhüter am Nordsternhimmel. Sie ist schätzungsweise 259 Millionen Lichtjahre von der Milchstraße entfernt und hat einen Durchmesser von etwa 90.000 Lj. Gemeinsam mit PGC 55563 bildet sie ein gebundenes Galaxienpaar.

Im selben Himmelsareal befinden sich u. a. die Galaxien IC 4564, IC 4565, IC 4566, IC 4567.
Das Objekt wurde am 20. August 1890 von Edward Barnard entdeckt.